# Judith Miller (Sachverständige)
Judith Henderson Miller (* 16. September 1951 in Galashiels, Schottland; † 8. April 2023) war eine britische Antiquitätenexpertin, Sachbuchautorin und Fernsehmoderatorin.

## Leben
Miller studierte in den 1960er Jahren Geschichte an der Universität Edinburgh. Zu dieser Zeit begann sie Antiquitäten zu sammeln. Zusammen mit ihrem ersten Ehemann Martin Miller († 2013) verfasste sie 1979 die erste Ausgabe des Antiquitätenpreisführers Miller’s Antiques Price Guide. Für fast 20 Jahre wurde der Reihe jährlich eine neue Ausgabe hinzugefügt.
Von 1997 bis 2000 präsentierte Miller als Co-Moderatorin 23 Episoden der Sendung „The House Detectives“ auf BBC Two. Sie arbeitete als Sachverständige und Co-Moderatorin in acht Folgen der Sendung The Antiques Trail, die auf dem Sender ITV gezeigt wurden. Ebenso präsentierte sie die Sendung It’s Your Bid auf dem Discovery Channel. Seit 2015 trat sie regelmäßig als Expertin in der Antiques Roadshow und der Priceless Antiques Roadshow des BBC auf.
Miller veröffentlichte regelmäßig in Zeitungen und Zeitschriften wie Financial Times, The Daily Telegraph, BBC Homes & Antiques und House & Garden. Sie hielt Vorträge unter anderem im Londoner Victoria and Albert Museum und in der Smithsonian Institution in Washington, D.C.
Judith Miller war verheiratet mit John Wainwright. Sie hatte drei Kinder und lebte zuletzt in London. Nach einer kurzen Krankheit verstarb sie am Osterwochenende im April 2023 im Alter von 71 Jahren.

## Veröffentlichungen (Auswahl)
Miller veröffentlichte über 100 Bücher, die sich vorwiegend an Sammler von Antiquitäten richten, darunter sind:
- Miller's Antiques Price Guide. Erstausgabe 1979
- Miller's Collectables Price Guide. Erstausgabe 1989
- Miller's How to Make Money out of Antiques. ISBN 978-1-85732-584-3
- Miller's Antiques Checklists. 12 Bände
- Miller's Antiques Encyclopedia. ISBN 978-1-84533-433-8
- Miller's Understanding Antiques. ISBN 978-1-85732-857-8
- Miller's Pocket Antiques Factfile. ISBN 978-0-670-82059-7
- Care & Repair of Antiques & Collectables. Mit Mitchell Beazley, ISBN 978-1-84533-418-5
- A Closer Look at Antiques. Marshall Publishing, ISBN 978-0-8212-2734-3
- The Illustrated Dictionary of Antiques and Collectables. Marshall Publishing, ISBN 978-1-84028-337-2
- The Antiques Hunter’s Guide to Europe. Marshall Publishing, ISBN 978-1-84028-334-1
- BBC Antiques Roadshow Antiques Price Guide 2008. ISBN 978-1-4053-2543-1
- Antiques Price Guide US 2003–2008. Dorling Kindersley
- Collectables Price Guide UK 2003–2008. Dorling Kindersley
- Collectibles Price Guide US 2003–2008. Dorling Kindersley
- German Antiques Price Guide 2004–2005 & 2006–2007. Dorling Kindersley
- Grand French Antiques Price Guide 2004–2008. Dorling Kindersley
- Collectors Guide to Costume Jewellery. Dorling Kindersley, ISBN 978-1-4053-1812-9
- Collectors Guide to Art Nouveau. Dorling Kindersley, ISBN 978-1-4053-0251-7
- Collectors Guide to Art Deco. Dorling Kindersley, ISBN 978-1-4053-0754-3
- Collectors Guide to Arts & Crafts. Dorling Kindersley, ISBN 978-1-4053-0882-3
- Collectors Guide to 20thC Glass. Dorling Kindersley, ISBN 978-1-4053-0592-1
- Collectors Guide to Tribal Art. Dorling Kindersley, ISBN 978-1-4053-1289-9
- Inspired Interiors, Jacqui Small Editions. Aurum Press, ISBN 978-1-903221-55-6
- Buy Keep or Sell. Readers’ Digest, ISBN 978-1-4053-4514-9
- Encyclopedia of Decorative Arts. Dorling Kindersley, ISBN 978-1-4053-1290-5
- The Antiques Detective. Dorling Kindersley, ISBN 978-1-4053-4196-7
- BBC Antiques Roadshow A-Z of Antiques and Collectables. Dorling Kindersley, ISBN 978-1-4053-1765-8
- 20th Century Design. ISBN 978-1-84533-513-7
- Miller's Collectables Handbook 2010–2011. ISBN 978-1-84533-514-4